# Julian Schauerte
Julian Schauerte, né le 2 avril 1988 à Lennestadt en Allemagne, est un footballeur allemand. Il évolue au Preußen Münster au poste d'arrière droit.

## Palmarès
- Champion d'Allemagne de D2 en 2018 avec le Fortuna Düsseldorf
- Champion d'Allemagne de D3 en 2012 avec le SV Sandhausen